# Lac Kamitcakweci
Lac Kamitcakweci är en sjö i Kanada.   Den ligger i regionen Mauricie och provinsen Québec, i den sydöstra delen av landet, 400 km norr om huvudstaden Ottawa. Lac Kamitcakweci ligger 410 meter över havet. Arean är 0,40 kvadratkilometer. Den sträcker sig 1,3 kilometer i nord-sydlig riktning, och 1,4 kilometer i öst-västlig riktning.
Trakten runt Lac Kamitcakweci är nära nog obefolkad, med mindre än två invånare per kvadratkilometer.